# Preimes
Een preimes is een soort landbouwwerktuig dat gebruikt wordt om prei of dergelijke zaken met een tractor uit te rijden.
Het preimes is in feite gewoon een mes dat door de grond gaat en achter op dit mes staat een schudder, die over en weer gaat door middel van de aftakas en die de prei mooi op rijen legt.

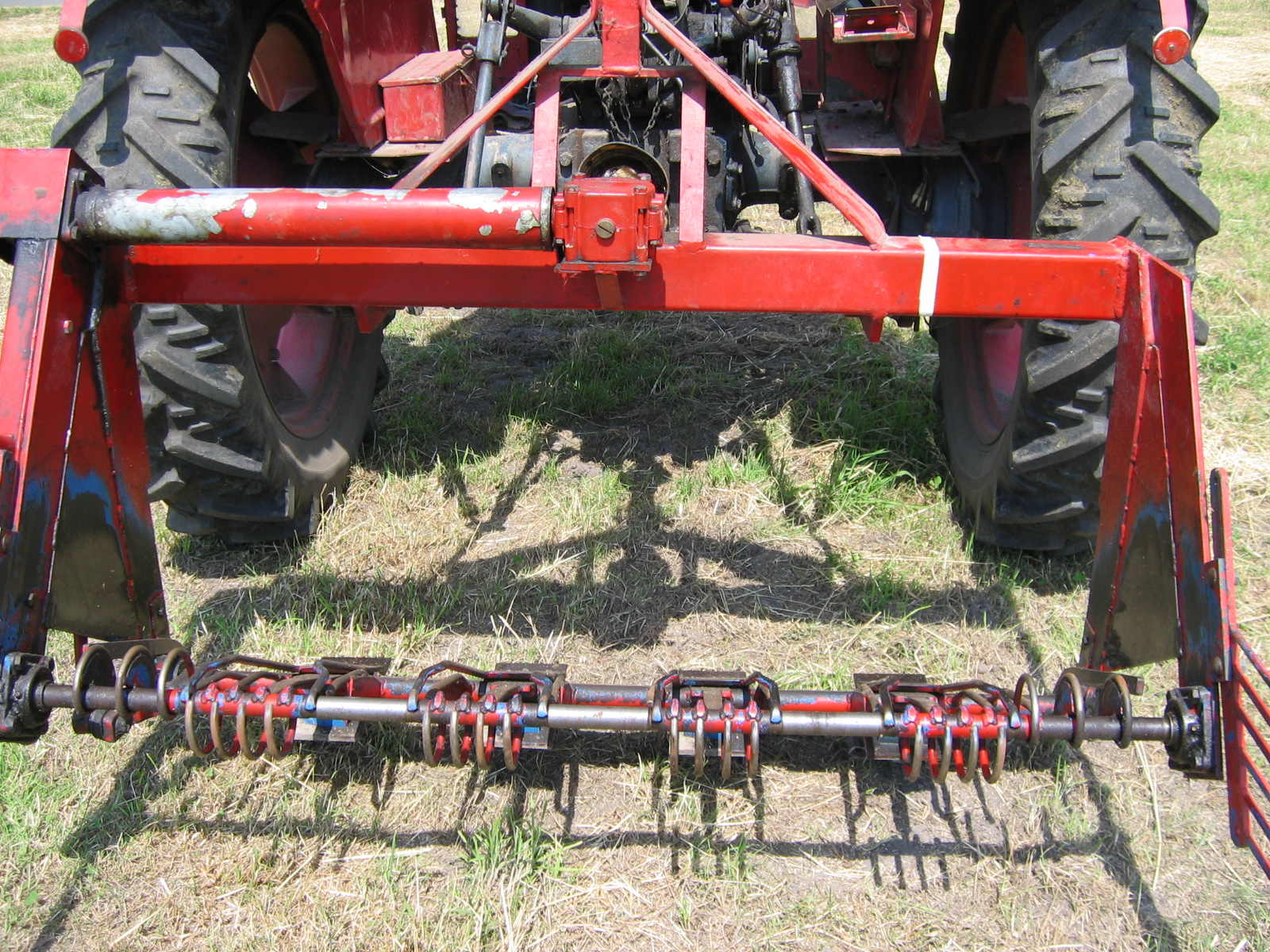
Preimes om prei uit te rijden met de tractor.
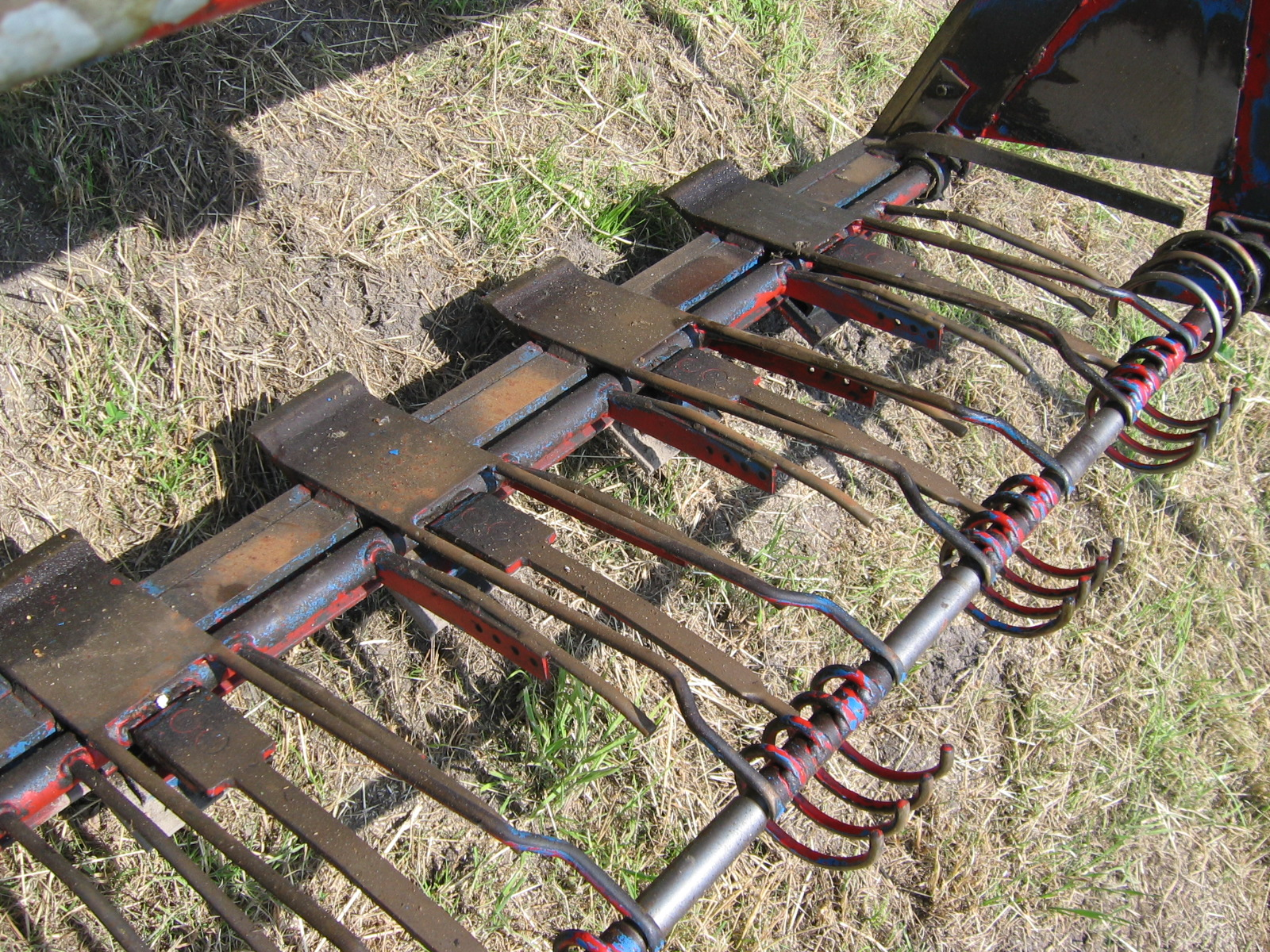
Preimes om prei uit te rijden met de tractor.